# Einband-Europameisterschaft 2012

Logo CEB (ausrichtender Verband)

Veranstaltungsort: Cervera

Die Einband-Europameisterschaft 2012 war das 59. Turnier in dieser Disziplin des Karambolagebillards und fand vom 22. bis zum 27. November 2011 in Cervera in der Provinz Saragossa statt. Die EM zählte zur Saison 2011/12. Es war die zehnte Einband-Europameisterschaft in Spanien.

## Geschichte
Wieder einmal beherrschte Frédéric Caudron das Teilnehmerfeld. Ungeschlagen erspielte er sich in Cervera seinen siebten Einband-Titel. Im Endspiel gegen den sechsmaligen Titelträger Jean Paul de Bruijn siegte er glatt mit 150:48 in sechs Aufnahmen. Insgesamt war es ein Turnier der Franzosen, die die Plätze 3 bis 8 belegten. Juan Espinasa rettete die Ehre der Spanier mit Platz drei. Für Wolfgang Zenkner endete das Turnier dramatisch. In einem extrem hart umkämpften Match musste er sich im Viertelfinale gegen Bernard Baudoin, am Ende Dritter wurde, äußerst knapp mit 149:150 in mäßigen 28 Aufnahmen geschlagen geben.

## Turniermodus
Gespielt wurde eine 1. Qualifikationsrunde mit 5 Gruppen à 3 Spielern, wovon sich 13 Spieler für die Haupt-Qualifikationsrunde qualifizierten. Dann wurden in der Haupt-Qualifikation 7 Gruppen à 3 Teilnehmer gebildet, in denen die Gruppensieger die 25 gesetzten Spieler nach CEB-Rangliste im Hauptturnier in acht Gruppen à 4 Spieler gebildet wurden. Hier kamen die jeweils beiden Gruppenbesten in die KO-Runde. In der Qualifikation wurde bis 100 Punkte gespielt. Im Haupt-Turnier wurde in der Gruppenphase bis 125 Punkte gespielt. In der KO-Runde wurde bis 150 Punkte gespielt. Der dritte Platz wurde nicht ausgespielt. Damit gab es zwei Drittplatzierte.

Bei MP-Gleichstand wird in folgender Reihenfolge gewertet:
1. MP = Matchpunkte
2. GD = Generaldurchschnitt
3. HS = Höchstserie

## Qualifikation

### Vor-Qualifikation
| MP    | Match Points (Sieger = 2; Unentschieden = 1; Verlierer = 0) |
| Pkte. | Erzielte Karambolagen                                       |
| Aufn. | Benötigte Versuche                                          |
| GD    | Generaldurchschnitt                                         |
| BED   | Bester Einzeldurchschnitt eines Spielers                    |
| HS    | Höchstserie                                                 |
|       | Bester GD des Turniers                                      |
|       | Bester ED des Turniers                                      |
|       | Beste HS des Turniers                                       |
|       | 1. Platz (Gold)                                             |
|       | 2. Platz (Silber)                                           |
|       | 3. Platz (Bronze)                                           |

| Abschlusstabelle Gruppe A | Abschlusstabelle Gruppe A | Abschlusstabelle Gruppe A | Abschlusstabelle Gruppe A | Abschlusstabelle Gruppe A | Abschlusstabelle Gruppe A | Abschlusstabelle Gruppe A | Abschlusstabelle Gruppe A |
| Platz                     | Name                      | MP                        | Pkte                      | Aufn.                     | GD                        | BED                       | HS                        |
| ------------------------- | ------------------------- | ------------------------- | ------------------------- | ------------------------- | ------------------------- | ------------------------- | ------------------------- |
| 1                         | Pascal Dessaint           | 4:0                       | 200                       | 45                        | 4,44                      | 6,66                      | 30                        |
| 2                         | Armando Moreno            | 2:2                       | 179                       | 43                        | 4,16                      | 3,57                      | 32                        |
| 3                         | Juan Marcillo             | 0:4                       | 72                        | 58                        | 1,24                      | –                         | 11                        |

| Abschlusstabelle Gruppe B | Abschlusstabelle Gruppe B | Abschlusstabelle Gruppe B | Abschlusstabelle Gruppe B | Abschlusstabelle Gruppe B | Abschlusstabelle Gruppe B | Abschlusstabelle Gruppe B | Abschlusstabelle Gruppe B |
| Platz                     | Name                      | MP                        | Pkte                      | Aufn.                     | GD                        | BED                       | HS                        |
| ------------------------- | ------------------------- | ------------------------- | ------------------------- | ------------------------- | ------------------------- | ------------------------- | ------------------------- |
| 1                         | Nicolas Gerassimopoulos   | 4:0                       | 200                       | 36                        | 5,55                      | 5,88                      | 34                        |
| 2                         | Juan Navarro              | 2:2                       | 150                       | 57                        | 2,63                      | 2,50                      | 14                        |
| 3                         | Alvaro Gomez              | 0:4                       | 124                       | 59                        | 2,10                      | -                         | 16                        |

| Abschlusstabelle Gruppe C | Abschlusstabelle Gruppe C | Abschlusstabelle Gruppe C | Abschlusstabelle Gruppe C | Abschlusstabelle Gruppe C | Abschlusstabelle Gruppe C | Abschlusstabelle Gruppe C | Abschlusstabelle Gruppe C |
| Platz                     | Name                      | MP                        | Pkte                      | Aufn.                     | GD                        | BED                       | HS                        |
| ------------------------- | ------------------------- | ------------------------- | ------------------------- | ------------------------- | ------------------------- | ------------------------- | ------------------------- |
| 1                         | Ludger Havlik             | 4:0                       | 200                       | 39                        | 5,12                      | 9,09                      | 40                        |
| 2                         | Rafael Garcia             | 2:2                       | 123                       | 15                        | 8,20                      | 25,00                     | 69                        |
| 3                         | Enrique Torrisco          | 0:4                       | 51                        | 32                        | 1,59                      | –                         | 9                         |

| Abschlusstabelle Gruppe D | Abschlusstabelle Gruppe D | Abschlusstabelle Gruppe D | Abschlusstabelle Gruppe D | Abschlusstabelle Gruppe D | Abschlusstabelle Gruppe D | Abschlusstabelle Gruppe D | Abschlusstabelle Gruppe D |
| Platz                     | Name                      | MP                        | Pkte                      | Aufn.                     | GD                        | BED                       | HS                        |
| ------------------------- | ------------------------- | ------------------------- | ------------------------- | ------------------------- | ------------------------- | ------------------------- | ------------------------- |
| 1                         | Dieter Steinberger        | 4:0                       | 200                       | 33                        | 6,06                      | 6,25                      | 27                        |
| 2                         | Pedro Arnau               | 2:2                       | 175                       | 45                        | 3,88                      | 3,44                      | 27                        |
| 3                         | Jaume Andreu              | 0:4                       | 76                        | 46                        | 1,65                      | –                         | 9                         |

| Abschlusstabelle Gruppe E | Abschlusstabelle Gruppe E | Abschlusstabelle Gruppe E | Abschlusstabelle Gruppe E | Abschlusstabelle Gruppe E | Abschlusstabelle Gruppe E | Abschlusstabelle Gruppe E | Abschlusstabelle Gruppe E |
| Platz                     | Name                      | MP                        | Pkte                      | Aufn.                     | GD                        | BED                       | HS                        |
| ------------------------- | ------------------------- | ------------------------- | ------------------------- | ------------------------- | ------------------------- | ------------------------- | ------------------------- |
| 1                         | Claude Bauduin            | 2:2                       | 171                       | 47                        | 3,63                      | 3,12                      | 25                        |
| 2                         | Axel Büscher              | 2:2                       | 142                       | 40                        | 3,55                      | 6,66                      | 29                        |
| 3                         | Alejandro Gil             | 2:2                       | 197                       | 57                        | 3,45                      | 4,00                      | 25                        |

### Haupt-Qualifikation
| Abschlusstabelle Gruppe A | Abschlusstabelle Gruppe A | Abschlusstabelle Gruppe A | Abschlusstabelle Gruppe A | Abschlusstabelle Gruppe A | Abschlusstabelle Gruppe A | Abschlusstabelle Gruppe A | Abschlusstabelle Gruppe A |
| Platz                     | Name                      | MP                        | Pkte                      | Aufn.                     | GD                        | BED                       | HS                        |
| ------------------------- | ------------------------- | ------------------------- | ------------------------- | ------------------------- | ------------------------- | ------------------------- | ------------------------- |
| 1                         | Patrick Dupont            | 4:0                       | 200                       | 35                        | 5,71                      | 6,25                      | 35                        |
| 2                         | Rafael Garcia             | 2:2                       | 179                       | 28                        | 6,39                      | 8,33                      | 28                        |
| 3                         | Jaume Andreu              | 0:4                       | 73                        | 31                        | 2,35                      | –                         | 31                        |

| Abschlusstabelle Gruppe B | Abschlusstabelle Gruppe B | Abschlusstabelle Gruppe B | Abschlusstabelle Gruppe B | Abschlusstabelle Gruppe B | Abschlusstabelle Gruppe B | Abschlusstabelle Gruppe B | Abschlusstabelle Gruppe B |
| Platz                     | Name                      | MP                        | Pkte                      | Aufn.                     | GD                        | BED                       | HS                        |
| ------------------------- | ------------------------- | ------------------------- | ------------------------- | ------------------------- | ------------------------- | ------------------------- | ------------------------- |
| 1                         | Alvaro Gomez              | 4:0                       | 200                       | 45                        | 4,44                      | 4,54                      | 33                        |
| 2                         | Claude Bauduin            | 2:2                       | 159                       | 37                        | 4,29                      | 6,66                      | 32                        |
| 3                         | Gerrit van Beek           | 0:4                       | 131                       | 38                        | 3,44                      | –                         | 26                        |

| Abschlusstabelle Gruppe C | Abschlusstabelle Gruppe C | Abschlusstabelle Gruppe C | Abschlusstabelle Gruppe C | Abschlusstabelle Gruppe C | Abschlusstabelle Gruppe C | Abschlusstabelle Gruppe C | Abschlusstabelle Gruppe C |
| Platz                     | Name                      | MP                        | Pkte                      | Aufn.                     | GD                        | BED                       | HS                        |
| ------------------------- | ------------------------- | ------------------------- | ------------------------- | ------------------------- | ------------------------- | ------------------------- | ------------------------- |
| 1                         | Pascal Dessaint           | 4:0                       | 200                       | 31                        | 6,45                      | 6,66                      | 33                        |
| 2                         | Alejandro Gil             | 2:2                       | 141                       | 25                        | 5,64                      | 10,00                     | 23                        |
| 3                         | Ronny Mathysen            | 0:4                       | 61                        | 26                        | 2,34                      | –                         | 12                        |

| Abschlusstabelle Gruppe D | Abschlusstabelle Gruppe D | Abschlusstabelle Gruppe D | Abschlusstabelle Gruppe D | Abschlusstabelle Gruppe D | Abschlusstabelle Gruppe D | Abschlusstabelle Gruppe D | Abschlusstabelle Gruppe D |
| Platz                     | Name                      | MP                        | Pkte                      | Aufn.                     | GD                        | BED                       | HS                        |
| ------------------------- | ------------------------- | ------------------------- | ------------------------- | ------------------------- | ------------------------- | ------------------------- | ------------------------- |
| 1                         | Ludger Havlik             | 4:0                       | 200                       | 26                        | 7,69                      | 9,09                      | 36                        |
| 2                         | Manuel Bancells           | 2:2                       | 115                       | 35                        | 3,28                      | 4,16                      | 19                        |
| 3                         | Juan Navarro              | 0:4                       | 128                       | 39                        | 3,28                      | –                         | 24                        |

| Abschlusstabelle Gruppe E | Abschlusstabelle Gruppe E | Abschlusstabelle Gruppe E | Abschlusstabelle Gruppe E | Abschlusstabelle Gruppe E | Abschlusstabelle Gruppe E | Abschlusstabelle Gruppe E | Abschlusstabelle Gruppe E |
| Platz                     | Name                      | MP                        | Pkte                      | Aufn.                     | GD                        | BED                       | HS                        |
| ------------------------- | ------------------------- | ------------------------- | ------------------------- | ------------------------- | ------------------------- | ------------------------- | ------------------------- |
| 1                         | Nicolas Gerassimopoulos   | 4:0                       | 200                       | 33                        | 6,06                      | 9,09                      | 42                        |
| 2                         | Pere Arnau                | 2:2                       | 167                       | 46                        | 3,63                      | 4,16                      | 22                        |
| 3                         | Carlos Tuset              | 0:4                       | 108                       | 35                        | 3,08                      | –                         | 15                        |

| Abschlusstabelle Gruppe F | Abschlusstabelle Gruppe F | Abschlusstabelle Gruppe F | Abschlusstabelle Gruppe F | Abschlusstabelle Gruppe F | Abschlusstabelle Gruppe F | Abschlusstabelle Gruppe F | Abschlusstabelle Gruppe F |
| Platz                     | Name                      | MP                        | Pkte                      | Aufn.                     | GD                        | BED                       | HS                        |
| ------------------------- | ------------------------- | ------------------------- | ------------------------- | ------------------------- | ------------------------- | ------------------------- | ------------------------- |
| 1                         | Armando Moreno            | 4:0                       | 200                       | 50                        | 4,00                      | 4,54                      | 22                        |
| 2                         | Dieter Steinberger        | 2:2                       | 174                       | 47                        | 3,70                      | 4,00                      | 19                        |
| 3                         | Carmelo Garces            | 0:4                       | 141                       | 53                        | 2,66                      | –                         | 18                        |

| Abschlusstabelle Gruppe G | Abschlusstabelle Gruppe G | Abschlusstabelle Gruppe G | Abschlusstabelle Gruppe G | Abschlusstabelle Gruppe G | Abschlusstabelle Gruppe G | Abschlusstabelle Gruppe G | Abschlusstabelle Gruppe G |
| Platz                     | Name                      | MP                        | Pkte                      | Aufn.                     | GD                        | BED                       | HS                        |
| ------------------------- | ------------------------- | ------------------------- | ------------------------- | ------------------------- | ------------------------- | ------------------------- | ------------------------- |
| 1                         | Axel Büscher              | 4:0                       | 200                       | 50                        | 4,00                      | 6,66                      | 32                        |
| 2                         | Salvador Marti            | 2:2                       | 121                       | 88                        | 1,37                      | 1,36                      | 18                        |
| 3                         | Josep Pianes              | 0:4                       | 132                       | 108                       | 1,22                      | –                         | 10                        |

## Hauptturnier

### Gruppenphase
| Abschlusstabelle Gruppe A | Abschlusstabelle Gruppe A | Abschlusstabelle Gruppe A | Abschlusstabelle Gruppe A | Abschlusstabelle Gruppe A | Abschlusstabelle Gruppe A | Abschlusstabelle Gruppe A | Abschlusstabelle Gruppe A |
| Platz                     | Name                      | MP                        | Pkte                      | Aufn.                     | GD                        | BED                       | HS                        |
| ------------------------- | ------------------------- | ------------------------- | ------------------------- | ------------------------- | ------------------------- | ------------------------- | ------------------------- |
| 1                         | Wolfgang Zenkner          | 4:2                       | 374                       | 32                        | 11,68                     | 15,62                     | 66                        |
| 2                         | Arnim Kahofer             | 4:2                       | 353                       | 44                        | 8,02                      | 13,88                     | 52                        |
| 3                         | Jordi Gasso               | 3:3                       | 263                       | 61                        | 4,31                      | 5,68                      | 25                        |
| 4                         | Armando Moreno            | 1:5                       | 227                       | 59                        | 3,84                      | 4,03                      | 19                        |

| Abschlusstabelle Gruppe B | Abschlusstabelle Gruppe B | Abschlusstabelle Gruppe B | Abschlusstabelle Gruppe B | Abschlusstabelle Gruppe B | Abschlusstabelle Gruppe B | Abschlusstabelle Gruppe B | Abschlusstabelle Gruppe B |
| Platz                     | Name                      | MP                        | Pkte                      | Aufn.                     | GD                        | BED                       | HS                        |
| ------------------------- | ------------------------- | ------------------------- | ------------------------- | ------------------------- | ------------------------- | ------------------------- | ------------------------- |
| 1                         | Xavier Gretillat          | 6:0                       | 375                       | 27                        | 13,88                     | 20,83                     | 46                        |
| 2                         | Marek Faus                | 4:2                       | 302                       | 43                        | 7,02                      | 11,36                     | 35                        |
| 3                         | Axel Büscher              | 2:4                       | 188                       | 41                        | 4,58                      | 5,68                      | 24                        |
| 4                         | Benoit Legros             | 0:6                       | 248                       | 61                        | 4,06                      | –                         | 20                        |

| Abschlusstabelle Gruppe C | Abschlusstabelle Gruppe C | Abschlusstabelle Gruppe C | Abschlusstabelle Gruppe C | Abschlusstabelle Gruppe C | Abschlusstabelle Gruppe C | Abschlusstabelle Gruppe C | Abschlusstabelle Gruppe C |
| Platz                     | Name                      | MP                        | Pkte                      | Aufn.                     | GD                        | BED                       | HS                        |
| ------------------------- | ------------------------- | ------------------------- | ------------------------- | ------------------------- | ------------------------- | ------------------------- | ------------------------- |
| 1                         | Alain Rémond              | 6:0                       | 375                       | 24                        | 15,62                     | 17,85                     | 56                        |
| 2                         | José Albert Tornero       | 2:4                       | 294                       | 37                        | 7,94                      | 6,94                      | 40                        |
| 3                         | Jordi Garriga             | 2:4                       | 279                       | 54                        | 5,16                      | 4,62                      | 33                        |
| 4                         | Patrick Dupont            | 2:4                       | 219                       | 45                        | 4,86                      | 11,36                     | 33                        |

| Abschlusstabelle Gruppe D | Abschlusstabelle Gruppe D | Abschlusstabelle Gruppe D | Abschlusstabelle Gruppe D | Abschlusstabelle Gruppe D | Abschlusstabelle Gruppe D | Abschlusstabelle Gruppe D | Abschlusstabelle Gruppe D |
| Platz                     | Name                      | MP                        | Pkte                      | Aufn.                     | GD                        | BED                       | HS                        |
| ------------------------- | ------------------------- | ------------------------- | ------------------------- | ------------------------- | ------------------------- | ------------------------- | ------------------------- |
| 1                         | Bernard Villiers          | 6:0                       | 375                       | 37                        | 10,31                     | 20,83                     | 75                        |
| 2                         | Juan Espinasa             | 4:2                       | 274                       | 38                        | 7,21                      | 8,92                      | 26                        |
| 3                         | Patrick Niessen           | 2:4                       | 338                       | 49                        | 6,89                      | 8,92                      | 54                        |
| 4                         | Pascal Dessaint           | 0:6                       | 131                       | 42                        | 3,11                      | –                         | 27                        |

| Abschlusstabelle Gruppe E | Abschlusstabelle Gruppe E | Abschlusstabelle Gruppe E | Abschlusstabelle Gruppe E | Abschlusstabelle Gruppe E | Abschlusstabelle Gruppe E | Abschlusstabelle Gruppe E | Abschlusstabelle Gruppe E |
| Platz                     | Name                      | MP                        | Pkte                      | Aufn.                     | GD                        | BED                       | HS                        |
| ------------------------- | ------------------------- | ------------------------- | ------------------------- | ------------------------- | ------------------------- | ------------------------- | ------------------------- |
| 1                         | Xavier le Roy             | 6:0                       | 375                       | 62                        | 6,04                      | 8,92                      | 30                        |
| 2                         | Raúl Cuenca               | 4:2                       | 328                       | 58                        | 5,65                      | 8,33                      | 33                        |
| 3                         | Nicolas Gerassimopoulos   | 2:4                       | 349                       | 59                        | 5,91                      | 11,36                     | 41                        |
| 4                         | David Jacquet             | 0:6                       | 271                       | 55                        | 4,92                      | –                         | 40                        |

| Abschlusstabelle Gruppe F | Abschlusstabelle Gruppe F | Abschlusstabelle Gruppe F | Abschlusstabelle Gruppe F | Abschlusstabelle Gruppe F | Abschlusstabelle Gruppe F | Abschlusstabelle Gruppe F | Abschlusstabelle Gruppe F |
| Platz                     | Name                      | MP                        | Pkte                      | Aufn.                     | GD                        | BED                       | HS                        |
| ------------------------- | ------------------------- | ------------------------- | ------------------------- | ------------------------- | ------------------------- | ------------------------- | ------------------------- |
| 1                         | Frédéric Caudron          | 6:0                       | 375                       | 21                        | 17,85                     | 62,50                     | 71                        |
| 2                         | Bernard Baudoin           | 4:2                       | 295                       | 27                        | 10,92                     | 11,36                     | 49                        |
| 3                         | Alvaro Gomez              | 2:4                       | 195                       | 52                        | 3,75                      | 4,31                      | 24                        |
| 4                         | Johann Petit              | 0:6                       | 231                       | 50                        | 4,62                      | –                         | 16                        |

| Abschlusstabelle Gruppe G | Abschlusstabelle Gruppe G | Abschlusstabelle Gruppe G | Abschlusstabelle Gruppe G | Abschlusstabelle Gruppe G | Abschlusstabelle Gruppe G | Abschlusstabelle Gruppe G | Abschlusstabelle Gruppe G |
| Platz                     | Name                      | MP                        | Pkte                      | Aufn.                     | GD                        | BED                       | HS                        |
| ------------------------- | ------------------------- | ------------------------- | ------------------------- | ------------------------- | ------------------------- | ------------------------- | ------------------------- |
| 1                         | Grégory le Deventec       | 6:0                       | 375                       | 51                        | 7,35                      | 8,33                      | 50                        |
| 2                         | Esteve Mata               | 4:2                       | 299                       | 44                        | 6,79                      | 25,00                     | 46                        |
| 3                         | René Tull                 | 2:4                       | 217                       | 37                        | 5,86                      | 7,81                      | 69                        |
| 4                         | Ludger Havlik             | 0:6                       | 297                       | 50                        | 5,94                      | –                         | 42                        |

| Abschlusstabelle Gruppe H | Abschlusstabelle Gruppe H | Abschlusstabelle Gruppe H | Abschlusstabelle Gruppe H | Abschlusstabelle Gruppe H | Abschlusstabelle Gruppe H | Abschlusstabelle Gruppe H | Abschlusstabelle Gruppe H |
| Platz                     | Name                      | MP                        | Pkte                      | Aufn.                     | GD                        | BED                       | HS                        |
| ------------------------- | ------------------------- | ------------------------- | ------------------------- | ------------------------- | ------------------------- | ------------------------- | ------------------------- |
| 1                         | Jean Paul de Bruijn       | 6:0                       | 375                       | 35                        | 10,71                     | 12,50                     | 89                        |
| 2                         | Laurent Guenet            | 4:2                       | 370                       | 62                        | 5,96                      | 9,61                      | 46                        |
| 3                         | Francisco Fortiana        | 2:4                       | 271                       | 61                        | 4,44                      | 9,61                      | 38                        |
| 4                         | Vincent Giacomini         | 0:6                       | 53                        | 36                        | 1,47                      | –                         | 20                        |

### KO-Phase
|  | Achtelfinale        | Achtelfinale | Achtelfinale | Achtelfinale | Achtelfinale | Achtelfinale |                     |                     | Viertelfinale | Viertelfinale | Viertelfinale | Viertelfinale | Viertelfinale | Viertelfinale |      |       | Halbfinale | Halbfinale | Halbfinale | Halbfinale | Halbfinale | Halbfinale |  |  | Finale | Finale | Finale | Finale | Finale | Finale |
|  |                     |              |              |              |              |              |                     |                     |               |               |               |               |               |               |      |       |            |            |            |            |            |            |  |  |        |        |        |        |        |        |
|  |                     | MP           | Pkt.         | Aufn.        | ED           | HS           |                     |                     |               |               |               |               |               |               |      |       |            |            |            |            |            |            |  |  |        |        |        |        |        |        |
|  |                     | MP           | Pkt.         | Aufn.        | ED           | HS           |                     |                     |               |               |               |               |               |               |      |       |            |            |            |            |            |            |  |  |        |        |        |        |        |        |
|  | Frédéric Caudron    | 2            | 150          | 11           | 13,63        | 39           |                     |                     |               |               |               |               |               |               |      |       |            |            |            |            |            |            |  |  |        |        |        |        |        |        |
|  | Frédéric Caudron    | 2            | 150          | 11           | 13,63        | 39           |                     | MP                  | Pkt.          | Aufn.         | ED            | HS            |               |               |      |       |            |            |            |            |            |            |  |  |        |        |        |        |        |        |
|  | José Albert Tornero | 0            | 99           | 11           | 9,09         | 44           |                     | MP                  | Pkt.          | Aufn.         | ED            | HS            |               |               |      |       |            |            |            |            |            |            |  |  |        |        |        |        |        |        |
|  | José Albert Tornero | 0            | 99           | 11           | 9,09         | 44           | Frédéric Caudron    | 2                   | 150           | 14            | 10,71         | 39            |               |               |      |       |            |            |            |            |            |            |  |  |        |        |        |        |        |        |
|  |                     | MP           | Pkt.         | Aufn.        | ED           | HS           | Frédéric Caudron    | 2                   | 150           | 14            | 10,71         | 39            |               |               |      |       |            |            |            |            |            |            |  |  |        |        |        |        |        |        |
|  |                     | MP           | Pkt.         | Aufn.        | ED           | HS           |                     | Alain Rémond        | 0             | 92            | 14            | 6,57          | 39            |               |      |       |            |            |            |            |            |            |  |  |        |        |        |        |        |        |
|  | Alain Rémond        | 2            | 150          | 18           | 8,33         | 69           |                     | Alain Rémond        | 0             | 92            | 14            | 6,57          | 39            |               |      |       |            |            |            |            |            |            |  |  |        |        |        |        |        |        |
|  | Alain Rémond        | 2            | 150          | 18           | 8,33         | 69           |                     |                     |               |               |               |               |               | MP            | Pkt. | Aufn. | ED         | HS         |            |            |            |            |  |  |        |        |        |        |        |        |
|  | Raúl Cuenca         | 0            | 120          | 18           | 6,66         | 30           |                     |                     |               |               |               |               |               | MP            | Pkt. | Aufn. | ED         | HS         |            |            |            |            |  |  |        |        |        |        |        |        |
|  | Raúl Cuenca         | 0            | 120          | 18           | 6,66         | 30           | Frédéric Caudron    | 2                   | 150           | 6             | 25,00         | 49            |               |               |      |       |            |            |            |            |            |            |  |  |        |        |        |        |        |        |
|  |                     | MP           | Pkt.         | Aufn.        | ED           | HS           | Frédéric Caudron    | 2                   | 150           | 6             | 25,00         | 49            |               |               |      |       |            |            |            |            |            |            |  |  |        |        |        |        |        |        |
|  |                     | MP           | Pkt.         | Aufn.        | ED           | HS           |                     | Juan Espinasa       | 0             | 76            | 6             | 12,66         | 29            |               |      |       |            |            |            |            |            |            |  |  |        |        |        |        |        |        |
|  | Xavier Gretillat    | 0            | 71           | 24           | 2,95         | 16           |                     | Juan Espinasa       | 0             | 76            | 6             | 12,66         | 29            |               |      |       |            |            |            |            |            |            |  |  |        |        |        |        |        |        |
|  | Xavier Gretillat    | 0            | 71           | 24           | 2,95         | 16           |                     | MP                  | Pkt.          | Aufn.         | ED            | HS            |               |               |      |       |            |            |            |            |            |            |  |  |        |        |        |        |        |        |
|  | Laurent Guenet      | 2            | 150          | 24           | 6,25         | 35           |                     | MP                  | Pkt.          | Aufn.         | ED            | HS            |               |               |      |       |            |            |            |            |            |            |  |  |        |        |        |        |        |        |
|  | Laurent Guenet      | 2            | 150          | 24           | 6,25         | 35           | Laurent Guenet      | 0                   | 74            | 15            | 4,93          | 13            |               |               |      |       |            |            |            |            |            |            |  |  |        |        |        |        |        |        |
|  |                     | MP           | Pkt.         | Aufn.        | ED           | HS           | Laurent Guenet      | 0                   | 74            | 15            | 4,93          | 13            |               |               |      |       |            |            |            |            |            |            |  |  |        |        |        |        |        |        |
|  |                     | MP           | Pkt.         | Aufn.        | ED           | HS           |                     | Juan Espinasa       | 2             | 150           | 15            | 10,00         | 43            |               |      |       |            |            |            |            |            |            |  |  |        |        |        |        |        |        |
|  | Grégory le Deventec | 0            | 86           | 8            | 10,75        | 18           |                     | Juan Espinasa       | 2             | 150           | 15            | 10,00         | 43            |               |      |       |            |            |            |            |            |            |  |  |        |        |        |        |        |        |
|  | Grégory le Deventec | 0            | 86           | 8            | 10,75        | 18           |                     |                     |               |               |               |               |               |               | MP   | Pkt.  | Aufn.      | ED         | HS         |            |            |            |  |  |        |        |        |        |        |        |
|  | Juan Espinasa       | 2            | 150          | 8            | 18,75        | 45           |                     |                     |               |               |               |               |               |               | MP   | Pkt.  | Aufn.      | ED         | HS         |            |            |            |  |  |        |        |        |        |        |        |
|  | Juan Espinasa       | 2            | 150          | 8            | 18,75        | 45           | Frédéric Caudron    | 2                   | 150           | 6             | 25,00         | 44            |               |               |      |       |            |            |            |            |            |            |  |  |        |        |        |        |        |        |
|  |                     | MP           | Pkt.         | Aufn.        | ED           | HS           | Frédéric Caudron    | 2                   | 150           | 6             | 25,00         | 44            |               |               |      |       |            |            |            |            |            |            |  |  |        |        |        |        |        |        |
|  |                     | MP           | Pkt.         | Aufn.        | ED           | HS           |                     | Jean Paul de Bruijn | 0             | 48            | 6             | 8,00          | 21            |               |      |       |            |            |            |            |            |            |  |  |        |        |        |        |        |        |
|  | Jean Paul de Bruijn | 2            | 150          | 10           | 15,00        | 53           |                     | Jean Paul de Bruijn | 0             | 48            | 6             | 8,00          | 21            |               |      |       |            |            |            |            |            |            |  |  |        |        |        |        |        |        |
|  | Jean Paul de Bruijn | 2            | 150          | 10           | 15,00        | 53           |                     | MP                  | Pkt.          | Aufn.         | ED            | HS            |               |               |      |       |            |            |            |            |            |            |  |  |        |        |        |        |        |        |
|  | Esteve Mata         | 0            | 87           | 10           | 8,70         | 28           |                     | MP                  | Pkt.          | Aufn.         | ED            | HS            |               |               |      |       |            |            |            |            |            |            |  |  |        |        |        |        |        |        |
|  | Esteve Mata         | 0            | 87           | 10           | 8,70         | 28           | Jean Paul de Bruijn | 2                   | 150           | 13            | 11,53         | 37            |               |               |      |       |            |            |            |            |            |            |  |  |        |        |        |        |        |        |
|  |                     | MP           | Pkt.         | Aufn.        | ED           | HS           | Jean Paul de Bruijn | 2                   | 150           | 13            | 11,53         | 37            |               |               |      |       |            |            |            |            |            |            |  |  |        |        |        |        |        |        |
|  |                     | MP           | Pkt.         | Aufn.        | ED           | HS           |                     | Bernard Villiers    | 0             | 52            | 13            | 4,00          | 22            |               |      |       |            |            |            |            |            |            |  |  |        |        |        |        |        |        |
|  | Bernard Villiers    | 2            | 150          | 22           | 6,81         | 25           |                     | Bernard Villiers    | 0             | 52            | 13            | 4,00          | 22            |               |      |       |            |            |            |            |            |            |  |  |        |        |        |        |        |        |
|  | Bernard Villiers    | 2            | 150          | 22           | 6,81         | 25           |                     |                     |               |               |               |               |               | MP            | Pkt. | Aufn. | ED         | HS         |            |            |            |            |  |  |        |        |        |        |        |        |
|  | Marek Faus          | 0            | 63           | 22           | 2,86         | 19           |                     |                     |               |               |               |               |               | MP            | Pkt. | Aufn. | ED         | HS         |            |            |            |            |  |  |        |        |        |        |        |        |
|  | Marek Faus          | 0            | 63           | 22           | 2,86         | 19           | Jean Paul de Bruijn | 2                   | 150           | 8             | 18,75         | 85            |               |               |      |       |            |            |            |            |            |            |  |  |        |        |        |        |        |        |
|  |                     | MP           | Pkt.         | Aufn.        | ED           | HS           | Jean Paul de Bruijn | 2                   | 150           | 8             | 18,75         | 85            |               |               |      |       |            |            |            |            |            |            |  |  |        |        |        |        |        |        |
|  |                     | MP           | Pkt.         | Aufn.        | ED           | HS           |                     | Bernard Baudoin     | 0             | 41            | 8             | 5,12          | 14            |               |      |       |            |            |            |            |            |            |  |  |        |        |        |        |        |        |
|  | Xavier le Roy       | 2            | 150          | 8            | 18,75        | 79           |                     | Bernard Baudoin     | 0             | 41            | 8             | 5,12          | 14            |               |      |       |            |            |            |            |            |            |  |  |        |        |        |        |        |        |
|  | Xavier le Roy       | 2            | 150          | 8            | 18,75        | 79           |                     | MP                  | Pkt.          | Aufn.         | ED            | HS            |               |               |      |       |            |            |            |            |            |            |  |  |        |        |        |        |        |        |
|  | Arnim Kahofer       | 0            | 127          | 8            | 15,87        | 51           |                     | MP                  | Pkt.          | Aufn.         | ED            | HS            |               |               |      |       |            |            |            |            |            |            |  |  |        |        |        |        |        |        |
|  | Arnim Kahofer       | 0            | 127          | 8            | 15,87        | 51           | Xavier le Roy       | 0                   | 129           | 25            | 5,16          | 32            |               |               |      |       |            |            |            |            |            |            |  |  |        |        |        |        |        |        |
|  |                     | MP           | Pkt.         | Aufn.        | ED           | HS           | Xavier le Roy       | 0                   | 129           | 25            | 5,16          | 32            |               |               |      |       |            |            |            |            |            |            |  |  |        |        |        |        |        |        |
|  |                     | MP           | Pkt.         | Aufn.        | ED           | HS           |                     | Bernard Baudoin     | 2             | 150           | 25            | 6,00          | 50            |               |      |       |            |            |            |            |            |            |  |  |        |        |        |        |        |        |
|  | Wolfgang Zenkner    | 0            | 149          | 28           | 5,32         | 47           |                     | Bernard Baudoin     | 2             | 150           | 25            | 6,00          | 50            |               |      |       |            |            |            |            |            |            |  |  |        |        |        |        |        |        |
|  | Wolfgang Zenkner    | 0            | 149          | 28           | 5,32         | 47           |                     |                     |               |               |               |               |               |               |      |       |            |            |            |            |            |            |  |  |        |        |        |        |        |        |
|  | Bernard Baudoin     | 2            | 150          | 28           | 5,35         | 23           |                     |                     |               |               |               |               |               |               |      |       |            |            |            |            |            |            |  |  |        |        |        |        |        |        |
|  | Bernard Baudoin     | 2            | 150          | 28           | 5,35         | 23           |                     |                     |               |               |               |               |               |               |      |       |            |            |            |            |            |            |  |  |        |        |        |        |        |        |

## Abschlusstabelle
| MP    | Match Points (Sieger = 2; Unentschieden = 1; Verlierer = 0) |
| Pkte. | Erzielte Karambolagen                                       |
| Aufn. | Benötigte Versuche                                          |
| GD    | Generaldurchschnitt                                         |
| BED   | Bester Einzeldurchschnitt eines Spielers                    |
| HS    | Höchstserie                                                 |
|       | Bester GD des Turniers                                      |
|       | Bester ED des Turniers                                      |
|       | Beste HS des Turniers                                       |
|       | 1. Platz (Gold)                                             |
|       | 2. Platz (Silber)                                           |
|       | 3. Platz (Bronze)                                           |

| Phase                               | Platz | Name                    | MP   | Pkt. | Aufn. | GD    | BED   | HS |
| ----------------------------------- | ----- | ----------------------- | ---- | ---- | ----- | ----- | ----- | -- |
| Finale                              | 1     | Frédéric Caudron        | 14:0 | 975  | 58    | 16,81 | 62,50 | 71 |
| Finale                              | 2     | Jean Paul de Bruijn     | 12:2 | 873  | 72    | 12,12 | 18,75 | 89 |
| Halb- finale                        | 3     | Juan Espinasa           | 8:4  | 650  | 67    | 9,70  | 18,75 | 45 |
| Halb- finale                        | 3     | Bernard Baudoin         | 8:4  | 636  | 88    | 7,22  | 11,36 | 50 |
| Viertel- finale                     | 5     | Alain Rémond            | 8:2  | 617  | 56    | 11,01 | 17,85 | 69 |
| Viertel- finale                     | 6     | Bernard Villiers        | 8:2  | 577  | 72    | 8,01  | 20,83 | 75 |
| Viertel- finale                     | 7     | Xavier le Roy           | 8:2  | 654  | 95    | 6,88  | 18,75 | 79 |
| Viertel- finale                     | 8     | Laurent Guenet          | 6:4  | 594  | 101   | 5,88  | 9,61  | 46 |
| Achtel- finale                      | 9     | Xavier Gretillat        | 6:2  | 446  | 51    | 8,74  | 20,83 | 46 |
| Achtel- finale                      | 10    | Grégory le Deventec     | 6:2  | 461  | 59    | 7,81  | 8,33  | 50 |
| Achtel- finale                      | 11    | Arnim Kahofer           | 4:4  | 480  | 52    | 9,23  | 13,88 | 52 |
| Achtel- finale                      | 12    | Wolfgang Zenkner        | 4:4  | 523  | 60    | 8,71  | 15,62 | 66 |
| Achtel- finale                      | 13    | Esteve Mata             | 4:4  | 386  | 54    | 7,14  | 25,00 | 46 |
| Achtel- finale                      | 14    | Raúl Cuenca             | 4:4  | 448  | 76    | 5,89  | 8,33  | 33 |
| Achtel- finale                      | 15    | Marek Faus              | 4:4  | 365  | 65    | 5,61  | 11,36 | 35 |
| Achtel- finale                      | 16    | José Albert Tornero     | 2:6  | 393  | 48    | 8,18  | 6,94  | 44 |
| Gruppen- phase                      | 17    | Jordi Gasso             | 3:3  | 263  | 61    | 4,31  | 5,68  | 25 |
| Gruppen- phase                      | 18    | Patrick Niessen         | 2:4  | 338  | 49    | 6,89  | 8,92  | 54 |
| Gruppen- phase                      | 19    | Nicolas Gerassimopoulos | 2:4  | 349  | 59    | 5,91  | 11,36 | 41 |
| Gruppen- phase                      | 20    | René Tull               | 2:4  | 217  | 37    | 5,86  | 7,81  | 69 |
| Gruppen- phase                      | 21    | Jordi Garriga           | 2:4  | 279  | 54    | 5,16  | 4,62  | 33 |
| Gruppen- phase                      | 22    | Axel Büscher            | 2:4  | 188  | 41    | 4,58  | 5,68  | 24 |
| Gruppen- phase                      | 23    | Francisco Fortiana      | 2:4  | 271  | 61    | 4,44  | 9,61  | 38 |
| Gruppen- phase                      | 24    | Alvaro Gomez            | 2:4  | 195  | 52    | 3,75  | 4,31  | 24 |
| Gruppen- phase                      | 25    | Patrick Dupont          | 2:4  | 219  | 45    | 4,86  | 11,36 | 33 |
| Gruppen- phase                      | 26    | Armando Moreno          | 1:5  | 227  | 59    | 3,84  | 4,03  | 19 |
| Gruppen- phase                      | 27    | Ludger Havlik           | 0:6  | 297  | 50    | 5,94  | –     | 42 |
| Gruppen- phase                      | 28    | David Jacquet           | 0:6  | 271  | 55    | 4,92  | –     | 40 |
| Gruppen- phase                      | 29    | Johann Petit            | 0:6  | 231  | 50    | 4,62  | –     | 16 |
| Gruppen- phase                      | 30    | Benoit Legros           | 0:6  | 248  | 61    | 4,06  | –     | 20 |
| Gruppen- phase                      | 31    | Pascal Dessaint         | 0:6  | 131  | 42    | 3,11  | –     | 27 |
| Gruppen- phase                      | 32    | Vincent Giacomini       | 0:6  | 53   | 36    | 1,47  | –     | 20 |
| Turnierdurchschnitt: Endrunde: 7,44 |       |                         |      |      |       |       |       |    |